# Lisa Czechowski
Lisa Czechowski (apellido de soltera Banta; Nueva Jersey, 29 de mayo de 1979) es una atleta paralímpica y jugadora estadounidense de golbol. Su debut en los Juegos Paralímpicos le valió la medalla de plata en lanzamiento de disco en los Juegos Paralímpicos de Verano de 2000; también compitió en el golbol en esos juegos. En diciembre de 2001, participó en el relevo de la antorcha en los Juegos Olímpicos de Invierno de 2002 en Salt Lake City. Como parte del equipo americano ganó la plata en golbol en los Juegos Paralímpicos de Verano de 2004 y el oro en golbol en los Juegos Paralímpicos de Verano de 2008.
Nació con nistagmo y fue diagnosticada con distrofia de cono mientras estaba en la escuela secundaria, ambas condiciones afectando su visión. En esta escuela secundaria, intentó varios eventos de atletismo, en algún momento moviéndose en lanzamiento de bala y lanzamiento de disco. Se involucró por primera vez con el golbol en 1995. Participó en varias otras competiciones internacionales y campeonatos nacionales. Allí también le fue bien y ganó varias medallas. En la disciplina lanzamiento de disco, fue capaz de establecer un récord nacional en la calificación B2. Es hija de David y Barbara Banta y está casada con Jacob Czechowski.
Banta trabaja como coordinadora de salud y bienestar para la Asociación del Sur de Arizona para las personas con discapacidad visual en la que está muy comprometida.